# Donrussellia
La donrussellia (gen. Donrussellia) è un primate fossile, appartenente ai notarctidi. Visse nell'Eocene inferiore (circa 55 - 48 milioni di anni fa) e i suoi resti fossili sono stati ritrovati in Europa.

## Descrizione
Questo animale, noto principalmente per la dentatura, era generalmente di piccole dimensioni e il suo peso doveva aggirarsi sui 100 - 200 grammi (anche se la specie di maggiori dimensioni, Donrussellia magna, poteva oltrepassare i 700 grammi). Donrussellia era probabilmente simile nell'aspetto agli attuali galagoni. I membri di questo genere possedevano una dentatura costituita da due incisivi, un canino, quattro premolari e tre molari per ogni ramo mascellare e mandibolare. I molari erano a corona bassa; quelli superiori erano tritubercolari, mentre quelli inferiori possedevano un trigonide semplice e un talonide largo. I premolari, invece, erano forniti di cuspidi appuntite. Caratteristica unica di Donrussellia era data dalla forma peculiare del secondo premolare inferiore, dotato di doppia radice; questa caratteristica non è nota in alcun aplorrino noto, vivente o estinto.
Un astragalo attribuibile alla specie Donrussellia provincialis indica che questo animale possedeva una caviglia sorprendentemente simile a quella dell'attuale ptilocerco (Ptilocercus lowii) e degli estinti plesiadapiformi; alcune caratteristiche, tuttavia, rendevano simile la caviglia di Donrussellia a quella degli attuali primati saltatori (Boyer et al., 2017).

## Classificazione
I primi fossili rinvenuti di questo animale vennero attribuiti a una nuova specie del genere Teilhardina (T. gallica) nel 1967. Successivamente i resti furono attribuiti a un nuovo genere, Donrussellia, considerato più evoluto di Teilhardina, ma sempre nell'ambito della famiglia Omomyidae (Szalay, 1976). Resti più completi hanno permesso di riconoscere Donrussellia come un membro di un altro clade, gli adapidi, più simili agli attuali lemuri rispetto agli omomidi. Tra questi, sembra che Donrussellia fosse uno dei più primitivi, forse imparentato con le forme nordamericane come Notharctus e Smilodectes e con forme altrettanto primitive come Cantius. Tra le specie di Donrussellia, oltre alla specie tipo Donrussellia gallica, si ricordano D. louisi, D. magna, D. provincialis (considerata la più primitiva di tutte) e D. russelli. 

## Paleoecologia
Dalla morfologia di molari e premolari, si suppone che Donrussellia fosse un primate insettivoro od onnivoro (Szalay e Delson, 1979). La forma dell'astragalo di Donrussellia implica che questo animale era capace di saltare da un ramo all'altro (Boyer et al., 2017).